# Phragmatobia arragonensis
Phragmatobia arragonensis är en fjärilsart som beskrevs av Otto Staudinger 1894. Phragmatobia arragonensis ingår i släktet Phragmatobia och familjen björnspinnare. Inga underarter finns listade i Catalogue of Life.